# The Palace Guard
The Palace Guard was een Amerikaanse garagerockband die in 1964 in Los Angeles, Californië werd geformeerd. Hoewel de band nooit nationaal succes behaalde, maakten ze een grote indruk in Zuid-Californië met hun nummer Falling Sugar. De band staat ook bekend om de eerste commerciële verschijning van Emitt Rhodes, later lid van de band Merry-Go-Round.

## Bezetting
- Emitt Rhodes
- Rick Moser
- Chuck McClung
- Mike Conley
- Dave Beaudoin
- Jon Beaudoin
- Don Beaudoin
- Don Grady
- Terry Rae
- Fredy Benton

## Geschiedenis
De oprichting van The Palace Guard vond begin 1964 plaats met de formatie van The Emerals (soms ten onrechte aangeduid als The Emeralds) in Los Angeles. De band bestond echter niet lang nadat een contractgeschil ertoe leidde dat de bandleden uit elkaar gingen. Nadat drummer Emitt Rhodes van gedachten was veranderd, verzoende hij zich met enkele van zijn voormalige bandleden en doopte de band om tot The Palace Guard. De vroegste bezetting bestond uit Rhodes, Rick Moser (basgitaar), Mike Conley (slaggitaar), Chuck McClung (piano) en broers David (tamboerijn, zang), John (tamboerijn, zang) en Don Beaudoin (lead gitaar). Voor een korte periode speelde de band ook met de acteur Don Grady - die zang, keyboards en drums bijdroeg - bekend van de televisieserie My Three Sons, die later lid werd van de sunshine pop-band The Yellow Balloon. Grady bleef bij The Palace Guard om begin 1965 de obscure single Little People op te nemen, die werd toegeschreven aan Don Grady en The Palace Guard.
De band stond bekend om hun kledingstijl, gekleed in rode jassen met een militair thema, alsof ze lid waren van de Queen's Guard. Na maanden van repetitie kwam de grote doorbraak van The Palace Guard, toen KRLA deejay Casey Kasem de band uitnodigde om op te treden in zijn lokale televisiedansshow Shebang. Halverwege 1965 begon de band met een verlengde residentie in de Hullabaloo-club aan Sunset Boulevard en verdiende het populariteit als een uitgelichte attractie in Los Angeles. Twee singles volgden bij het Orange-Empire platenlabel, voordat de band begin 1966 een regionale hit scoorde met Falling Sugar, door muziekhistoricus Lenny Kaye omschreven als een pakkende moptop-achtige teentapper vol jeugdige vurigheid. Inderdaad, Falling Sugar, zoals het meeste van hun materiaal, is afgeleid van een mix van folkrock en het harmonische geluid van The Beatles.
Rhodes begon grotere ambities te koesteren, zowel als songwriter als als gitarist, waardoor hij de band verliet om The Merry-Go-Round te formeren en #63 in de Billboard Hot 100 bereikte met zijn nummer Live. Zijn vervanger Terry Rae, voorheen van The Driftones, een vroege versie van de Yellow Payges, herinnert zich in een interview dat, voordat hij Rhodos verliet, zijn akoestische gitaar oppakte en Yesterday zong in de Hullabaloo terwijl hij bij The Guard was. Ik denk dat dit hem de inspiratie gaf om fulltime gitaar te spelen en alleen zijn materiaal te doen. Na het vertrek van Rhodos tekende The Palace Guard bij Cameo-Parkway, waarbij Greed en Saturday's Children werden vrijgegeven. Omdat de band echter geen nationale distributie in zicht had, besloten ze halverwege 1966 te stoppen.